# Хамзалиев, Исмаил
Исмаил Хамзалиев (19 июля 1921 — 16 августа 1943) — участник Великой Отечественной войны, Герой Советского Союза. Командир орудийного расчёта истребительно-противотанковой артиллерийской батареи 79-й танковой бригады (19-й танковый корпус, Центральный фронт), сержант.

## Биография
Исмаил Хамзалиев родился в 1921 году в кишлаке Самгар ныне Гафуровского района Согдийской области (Таджикистан) в семье крестьянина. Таджик. Окончил Ленинабадское педагогическое училище. Работал учителем средней школы в Канибадамском районе Ленинабадской (ныне — Согдийской) области.

## Участие в Великой Отечественной войне
В Красную Армию призван в 1941 году Канибадамским РВК (Ленинабадская область, Таджикская ССР). На фронте с июня 1941 года.

#### Подвиг
Из наградного листа:

В бою на безымянных высотах севернее Молотычи 8.7.1943 мл. сержант Хамзалиев заменив вышедшего из строя наводчика орудия, подбил своим орудием 3 средних танка противника.
В ожесточеннейшем бою на этой же высоте 10.7.1943 Хамзалиев также героически и мужественно под сильнейшим арт. миногнём продолжал разить танки противника. …Осколком снаряда был тяжело ранен навылет в грудь, но несмотря на это своего поста не покинул, продолжал вести огонь по вражеским танкам. Лично подбил 2 танка, из них один типа «Тигр».

Указом Президиума Верховного Совета СССР от 8 сентября 1943 года за образцовое выполнение боевых заданий командования и проявленные при этом геройство и мужество Исмаилу Хамзалиеву присвоено звание Героя Советского Союза (посмертно).
Умер в госпитале (Клинцы) от ран 16 августа 1943 года. Похоронен на Мемориальном кладбище города Курска.

## Награды
- Медаль «Золотая Звезда» (08.09.1943)[2];
- орден Ленина (08.09.1943).

## Память
- Приказом министра обороны СССР от 31 декабря 1958 года Исмаил Хамзалиев навечно зачислен в списки воинской части.
- На родине Героя установлен бюст.